# Manuainseln
Die Manuʻainseln (englisch Manuʻa Islands Group, samoan. Manuʻa tele, alter Name Baumann-Inseln) sind eine zu Amerikanisch-Samoa gehörende Inselgruppe.

## Geographie
Sie umfassen die zweit-, die dritt- und die viertgrößte Insel des Territoriums: Taʻū (45,7 km² groß), Ofu (7,5 km²) und Olosega (5,4 km²), sowie Nuʻutele Island (0,18 km², eine unbewohnte Nebeninsel 200 Meter westlich von Ofu) und liegen etwa 100 km östlich von Tutuila, der Hauptinsel Amerikanisch-Samoas. Ofu und Olosega sind durch eine Sandbank zu einer Doppelinsel (Ofu-Olosega) verbunden. Der Hauptort der Manuʻainseln ist Taʻū auf der gleichnamigen Insel.
Die vier Inseln sind vulkanischen Ursprungs und berühmt für ihre spektakuläre, üppig bewachsene Berglandschaft und ihre Sandstrände. Der Berg Lata auf Taʻū ist mit 969 m (in anderen Quellen: 995 m) die höchste Erhebung in Amerikanisch-Samoa. Die Klippen der Insel erreichen Höhen bis über 350 m.

## Geschichte
Die Inselgruppe wurde am 14./15. Juni 1722 von Jakob Roggeveen für Europa entdeckt, der sie Baumann-Inseln nannte, nach dem Kapitän seines Begleitschiffes Thienhoven.
Auf den Manuʻainseln leben in kleinen Dörfern insgesamt etwa 5000 Menschen, die fast alle Polynesier sind. Im Jahre 1904 kamen die Inseln unter US-amerikanische Herrschaft. Die Inseln Taʻū und Ofu verfügen über Flugplätze; es bestehen regelmäßige Flugverbindungen nach Pago Pago, der Hauptstadt von Amerikanisch-Samoa. Große Teile der Inselgruppe gehören seit 1988 zum Nationalpark von Amerikanisch-Samoa.
Die amerikanische Anthropologin und Ethnologin Margaret Mead lebte als junge Forscherin für einige Zeit im Dorf Lumā auf Taʻū und studierte dort die traditionelle samoanische Gesellschaft.
Im Februar 2005 wurden die Manuʻainseln durch einen tropischen Zyklon schwer getroffen. Besonders in den Dörfern Taʻū und Faleāsao entstand großer Sachschaden.